# Picunda
Picunda (abchazsky Пицунда, gruzínsky ბიჭვინთა, Bičvinta) je přímořské lázeňské město v Abcházii, nacházející se v okrese Gagra ve vzdálenosti zhruba 18 km jihovýchodně od okresního města Gagry. Město se rozkládá na stejnojmenném mysu Černého moře. Picunda byla založena řeckými kolonizátory v průběhu 5. století př. n. l. a ve starověku a středověku představovala významné politické a náboženské centrum v této oblasti Černomoří. V sovětských časech se z Picundy stalo oblíbené letovisko k trávení dovolené.

## Dějiny
Dle tvrzení ruského slavisty Olega Nikolajeviče Trubačova, jež však nesdílí jiní znalci z oboru, pochází název Picunda z indoárijského výrazu „pitunda“, znamenající „borový“
Nejstarší důkazy osídlení místa, na kterém se nachází současné město Picunda, pocházejí z 5. až 4. století př. n. l., kdy staří Řekové založili přístavní město Pityus (starořecky: Πιτυοῦς). V období 2. až 1. století př. n. l. byl Pityus součástí helénského království Pontus. Dle Plinia staršího byl Pityus v roce 77 napaden a vydrancován kmenem Heniochů, který dle popisu Artemidóra z Efesu obýval pobřeží dnešní Abcházie. V první polovině 2. století byla v Pityosu zbudována pevnost, která se stala sídlem římské legie Legio XV Apollinaris. Římané město obklopili valem a v polovině 3. století vybudovali kastel coby druhou linii obrany. Při archeologickém výzkumu, vedeným od roku 1952 gruzínským archeologem Andriou Apakidzem, byly objeveny četné památky na toto období: základy opevnění, základy tří kostelů z 4. století, základy měšťanských domů, lázně a výborně zachovalé zdobené podlahy, známé jako Picundská mozaika. Dále bylo zjištěno, že se někdejší přístav „Velký Pityus“, jak ho nazývali Plinius a Strabón, nacházel tam, kde se v současnosti rozkládá Picundské jezero, tedy zhruba kilometr od pobřeží.
V roce 255 se město opět ocitlo v obležení, když se Gótům povedlo ovládnout celou námořní flotilu Bosporské říše, kterou pak použili na své tažení do Anatolie. Římská posádka v Pityu pod velením generála Successiana sice dokázala útok Gótů na město zastavit, ale ti se o rok později vrátili, město obsadili a vedli odsud v roce 257 výpravu do pontského Trepezuntu, který Góti, ač se setkali s tuhým odporem, dobyli a vyplenili.
Ve 4. století se do Pityosu rozšířilo rané křesťanství. Město také sloužilo jako místo pro vyhnanství nepohodlných osob, a tak byl do Pityosu římskými vojáky z Konstantinopole veden Jan Zlatoústý, avšak ten roku 407 cestou zemřel a do Pityusu nakonec nedorazil. V Picundské katedrále byla později pod oltářem vybudována hrobka, kam byly uloženy některé dochované pozůstatky tohoto světce. V roce 541 zde bylo zřízeno arcibiskupství.
Ačkoliv v té době již okolní území tvořilo součást království Lazika, zůstávaly Pityos spolu s Dioskuriasem (Suchumi) nadále ve správě nyní již Východořímské říše, a to až do 7. století. Poté přešlo do rukou kmene Abazgů, kteří město nadále spravovali jako významné politické, kulturní a náboženské centrum. V roce 780 se Pityos stalo součástí Abchazského království. Království bylo v té době již převážně křesťanské a Pityus nadále bylo sídlem arcibiskupa, který byl podřízen konstantinopolskému patriarchovi. V období středověku, kdy zde ustal vliv Východořímské říše a místo latiny a řečtiny se začala v oblasti prosazovat jako literární jazyk gruzínština, se upustilo od pojmenování Pityus, a v dobových dokumentech z počátku 11. století, kdy za vlády Bagrata III. vznikalo Gruzínské království, již název města zněl Bičvinta.
V Bičvintě nechal Bagrat III. vystavět Picundskou katedrálu sv. Ondřeje, která byla v pozdějších staletích bohatě vyzdobena malbami, a je do současnosti zachovalou památkou. Bičvinta se stala sídelním městem Abchazského katolikátu Gruzínské pravoslavné církve. Na konci 13. století byla v Bičvintě zřízena faktorie Janovské republiky, která město pojmenovala Pezonda. Faktorie zde fungovala do 15. století, kdy Černomoří ovládla Osmanská říše a činnost italských obchodníků zde tak byla ukončena a Gruzínské království se pod náporem nepřátel rozpadlo. V 16. století, kdy se z Abcházie stalo knížectví, se zde začal prosazovat turecký vliv a islám, Abchazský katolikát v Picundě ukončil svou činnost a městu se říkalo různě podle použitého jazyka: Pezonda, Pecunda, Bižunta, Besonta. Ještě v roce 1911 bylo Sofronem Pétridèsem v encyklopedii Catholic Encyclopedia město popsáno jako titulární diecéze. Město bylo v průběhu těchto staletí víceméně opuštěno.
V roce 1872, kdy již byla Abcházie součástí Ruského impéria, byl při Picundské katedrále zřízen mužský klášter. Avšak Picunda byla v té době již jen pouhou bezvýznamnou vesnicí s převážně ruskojazyčným obyvatelstvem. V sovětské éře se ale Picunda, zvaná opět gruzínsky Bičvinta, začala mohutně rozvíjet, třebaže byla po sovětizaci začleněna pod větší a rozvinutější Lidzavský selsovět. Malá rozloha a jen 911 obyvatel umožnila v 50. a 60. letech 20. století rozsáhlý archeologický průzkum a objevení výše uvedených starověkých památek. 
V téže době se ale Abcházie stala vyhledávaným místem pro trávení dovolené sovětskými občany, a tak začala Picunda rychle růst. Byla oblíbeným odpočinkovým místem prvního tajemníka ústředního výboru Komunistické strany Sovětského svazu Nikity Chruščova. V říjnu 1964 však byl při pobytu v Picundě odstaven od moci. Chruščov ještě během své vlády navrhoval, aby se nedaleko Picundy vystavěla obří obří přehrada na řece Bzyb, avšak odborníci ho varovali, že by výstavba takového vodního díla měla pro Picundu katastrofální následky s ohledem na erozi celého pobřeží. Plán byl nakonec místo toho uskutečněn na řece Inguri.
V roce 1963 se Picunda, zvláště díky výstavbě velkého letoviska s hotely zahájené v roce 1959, rozrostla natolik, že byla osamostatněna od Lidzavy a byl jí udělen statut sídla městského typu. Prudce rostl i počet obyvatel ruské, gruzínské, ale i abchazské národnosti, kteří se sem přistěhovali za prací. Během třiceti let se počet obyvatel Picundy zdesetinásobil. Picunda však byla po skončení sovětské éry zčásti opuštěna, neboť v roce 1992 vypukla válka v Abcházii a uprchlo gruzínské obyvatelstvo a většina ruského obyvatelstva, i když bylo toto letovisko větších bojů ušetřeno. Po válce, kdy se Picunda ocitla ve správě separatistické Abcházie, se však zdejší turistický ruch pozvolna obnovil.
V roce 2007 požádalo sídlo městského typu Picunda Abchazské lidové shromáždění po několika urgencích jejích obyvatel o přidělení statutu města, čemuž bylo vyhověno s vysvětlením, že taková změna pomůže Picundě v dalším rozvoji turismu. 29. ledna 2016 byl statut města Picundy formálně potvrzen ještě při novelizaci Ústavy Abcházie. V roce 2016 v Picundě vzniklo jako turistická atrakce první abchazské delfinárium.

## Obyvatelstvo
Dle nejnovějšího sčítání lidu z roku 2011 je počet obyvatel města 4198 a jejich složení je následovné:
- 2465 Abchazů (58,7 %)
- 1144 Rusů (27,3 %)
- 180 Arménů (4,3 %)
- 135 Gruzínců (3,2 %)
- 93 Ukrajinců (2,2 %)
- 18 Pontských Řeků (0,2 %)
- 163 příslušníků ostatních národností (3,9 %)

V roce 1989, před válkou v Abcházii žilo v Picundě 10 146 obyvatel.
V roce 1959 žilo v Picundě, jež tehdy byla součástí Lidzavského selsovětu, 911 obyvatel.

## Galerie

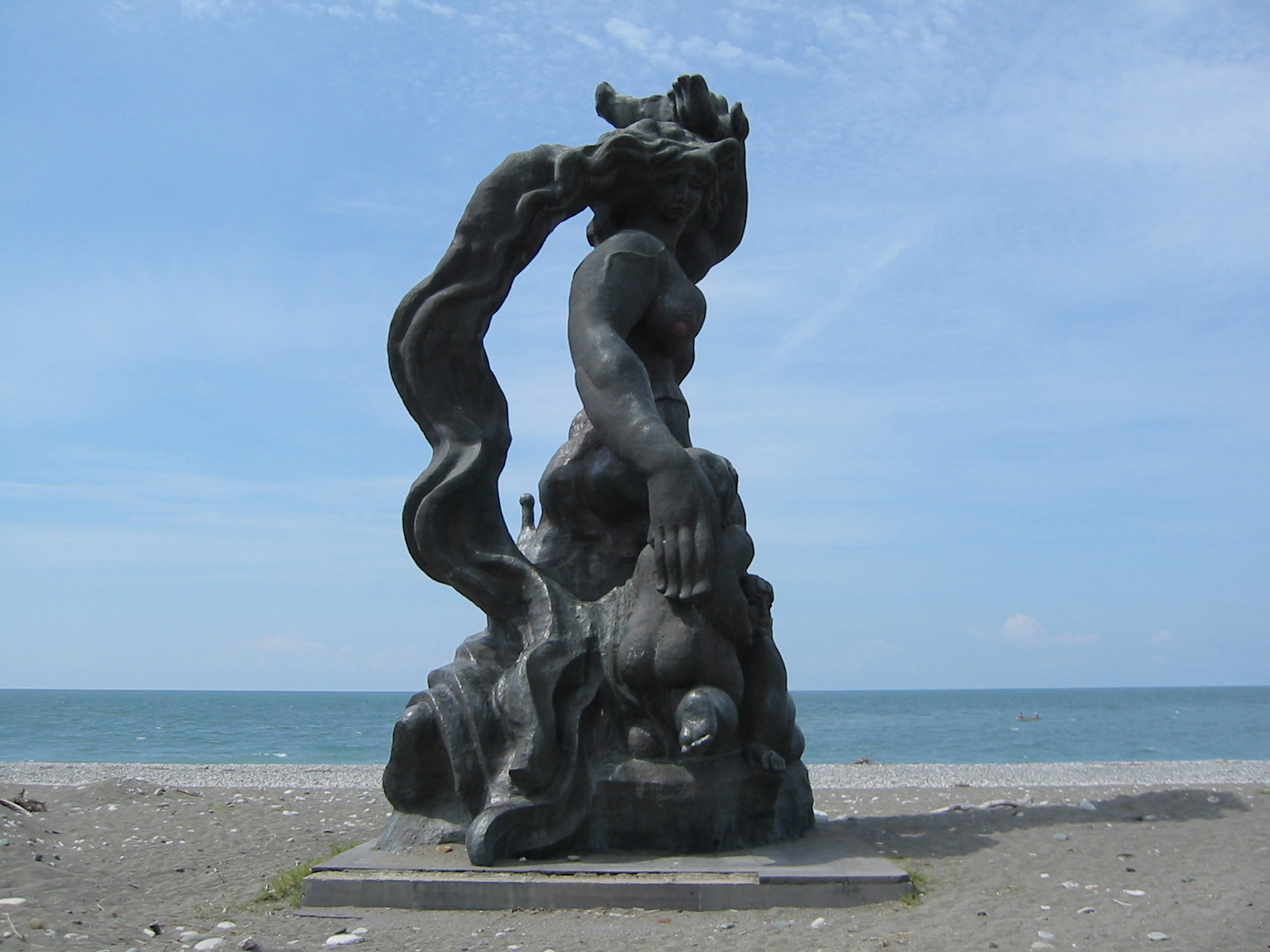
Socha Médei
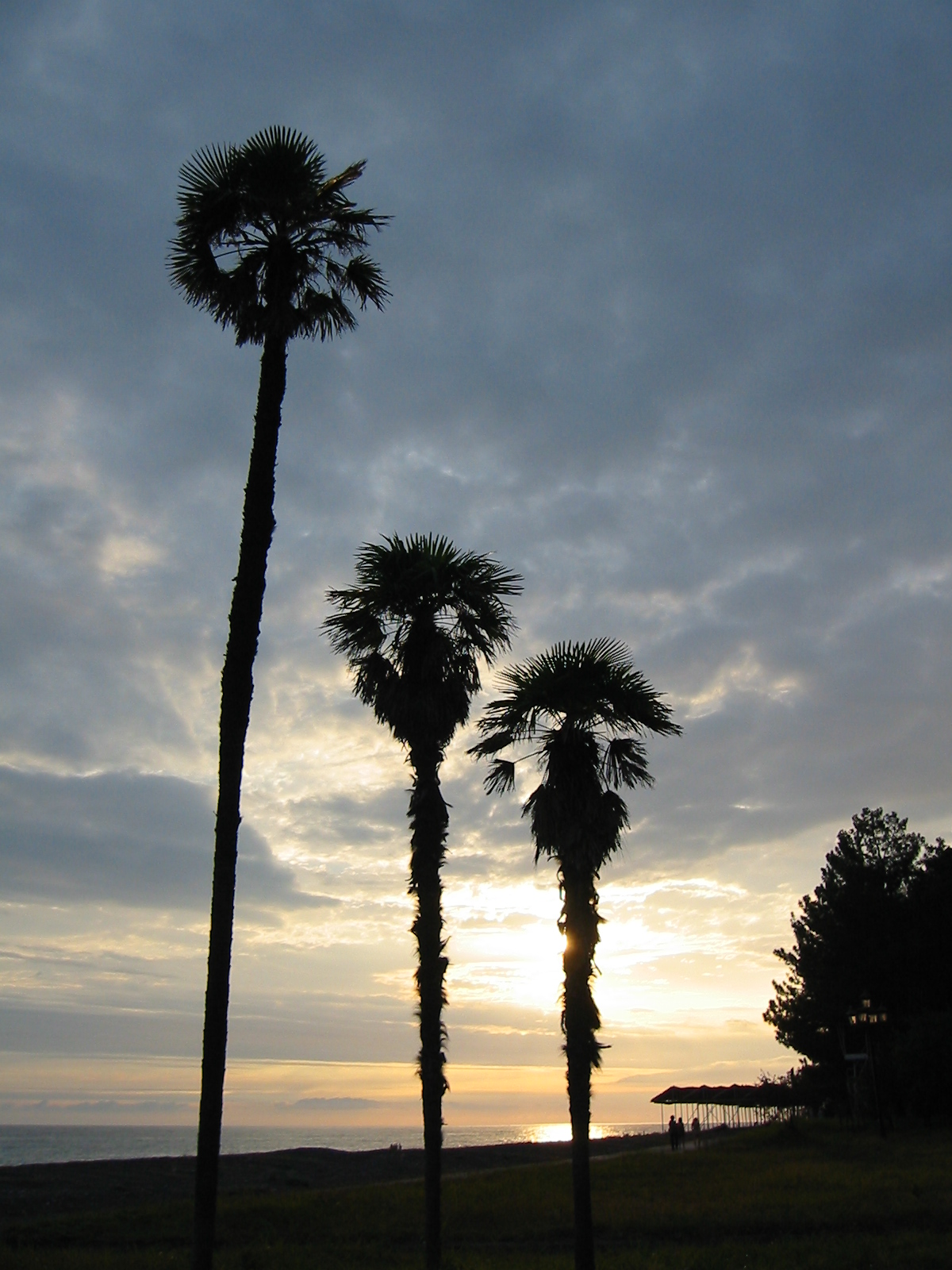
Moře při západu slunce
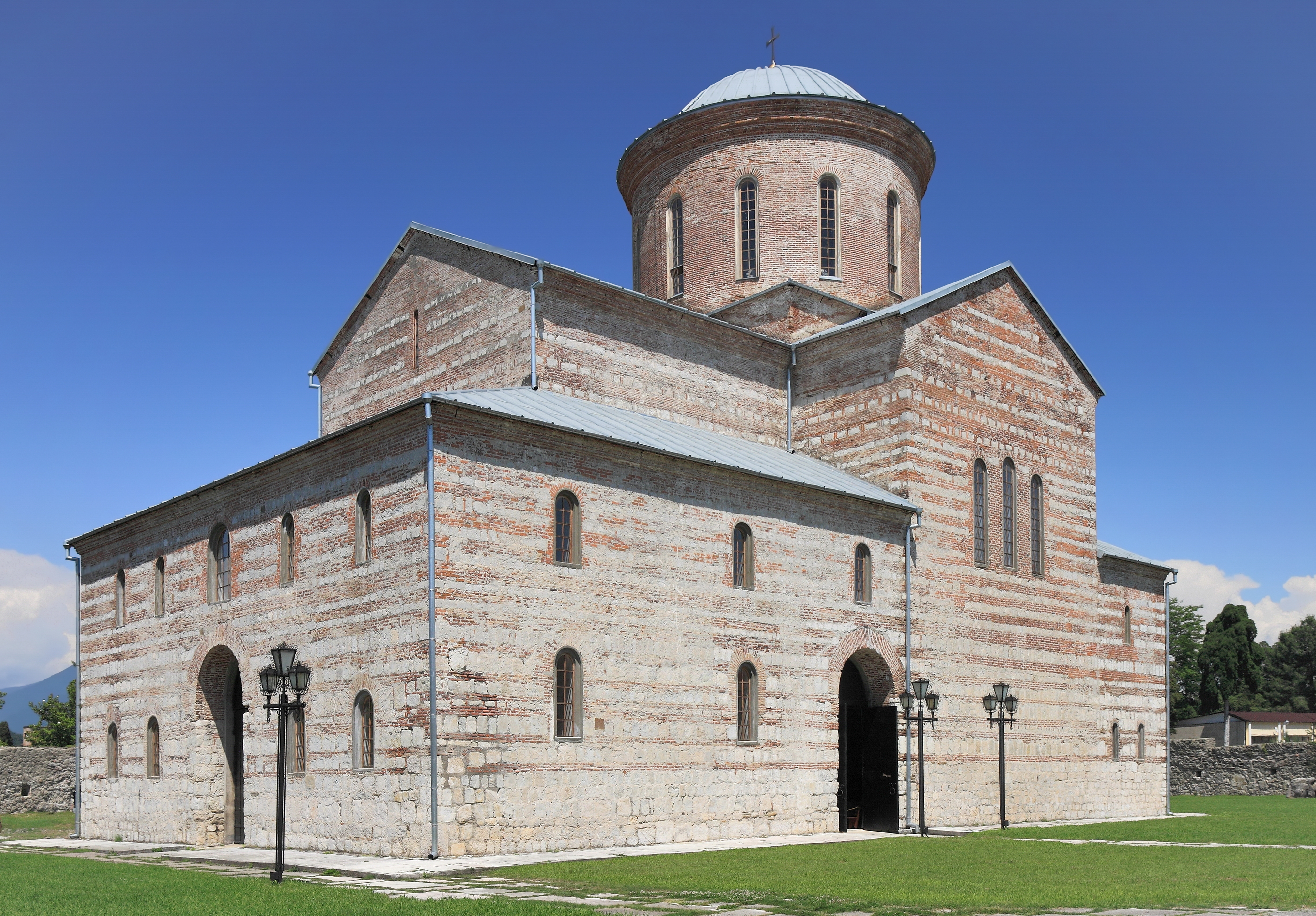
Picundská katedrála
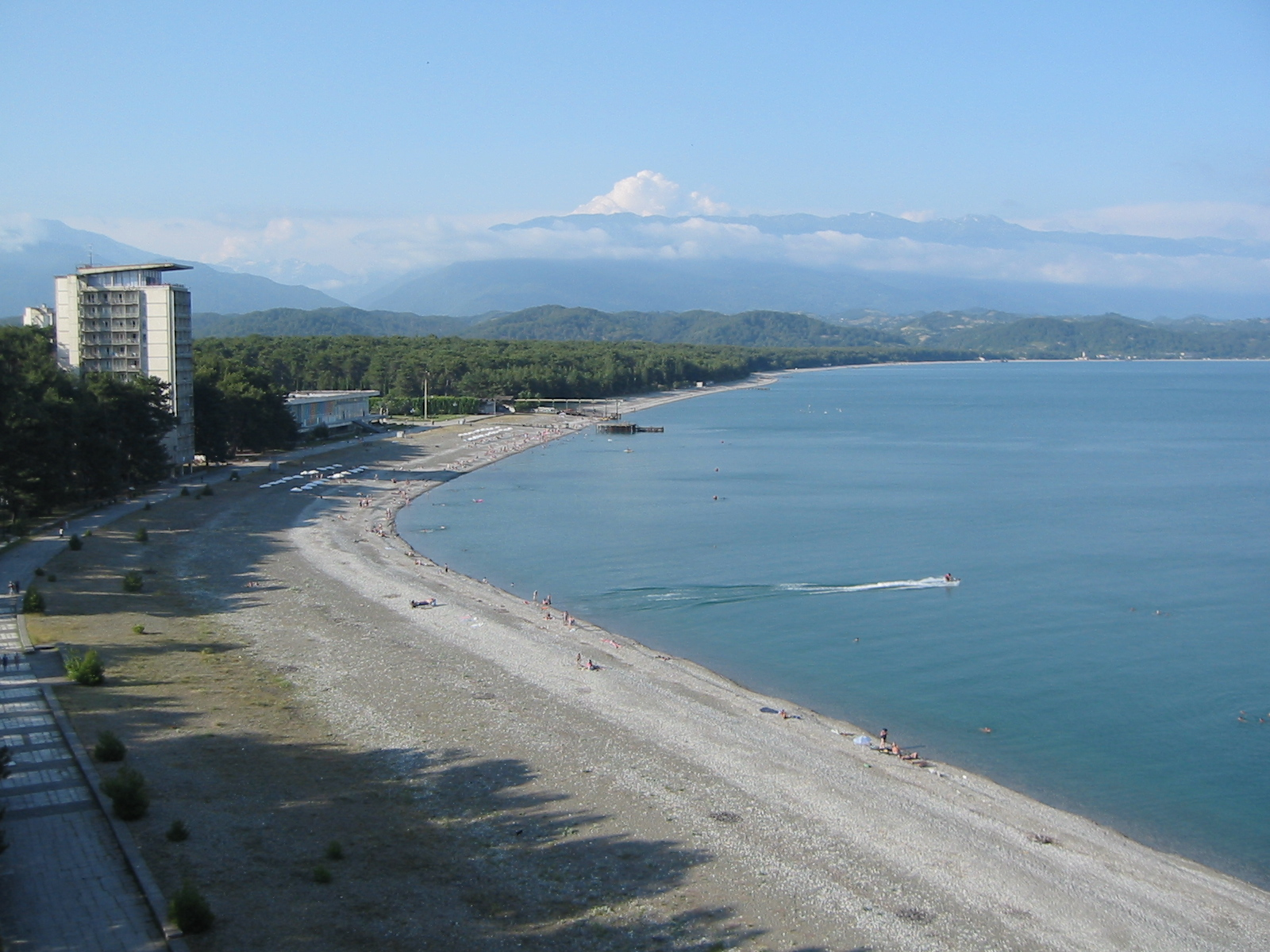
Picundská pláž
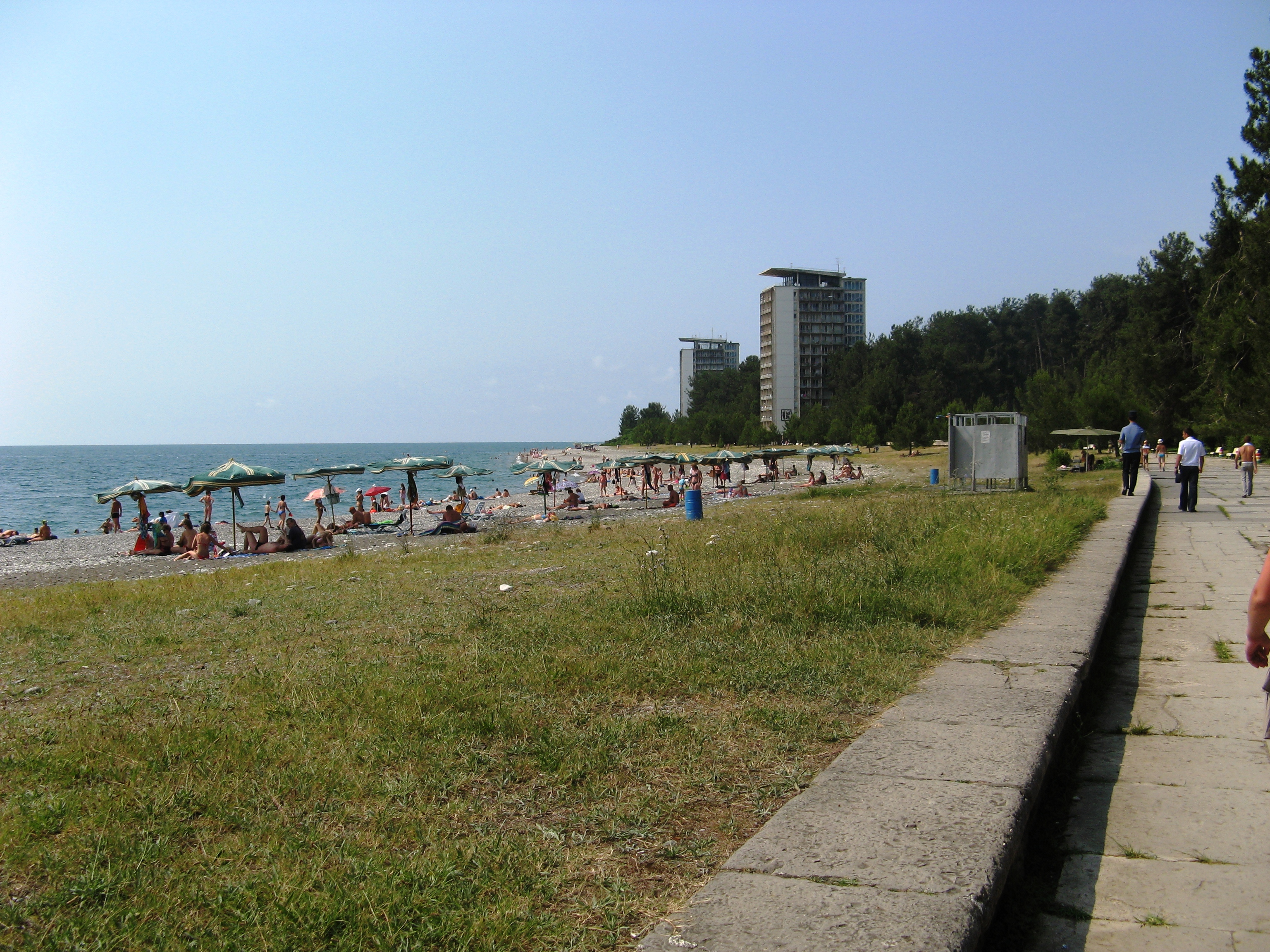
Pláž s pohledem na hotely Zlaté rouno (Золотое руно) a Kolchida (Колхида)
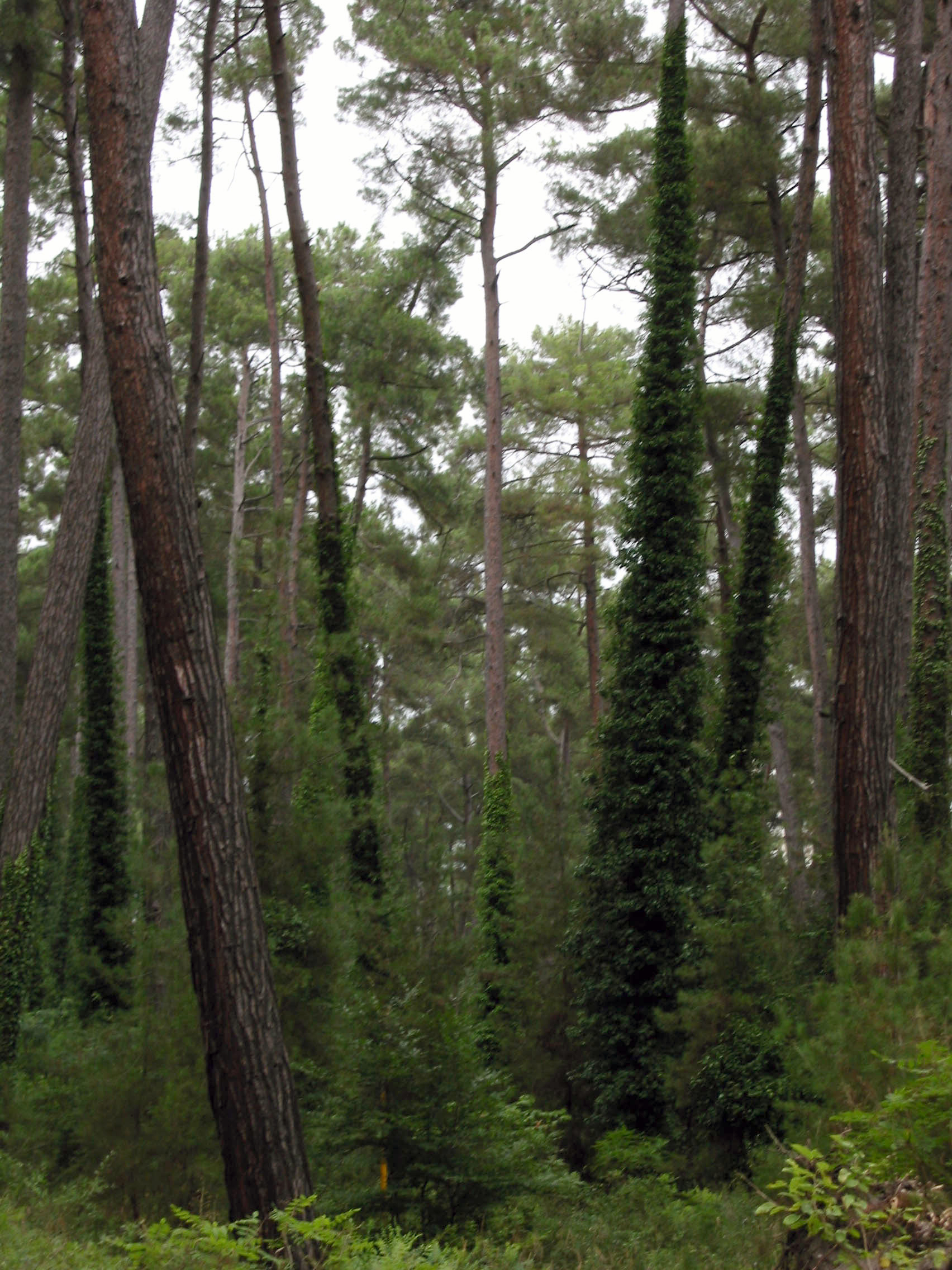
Borový les
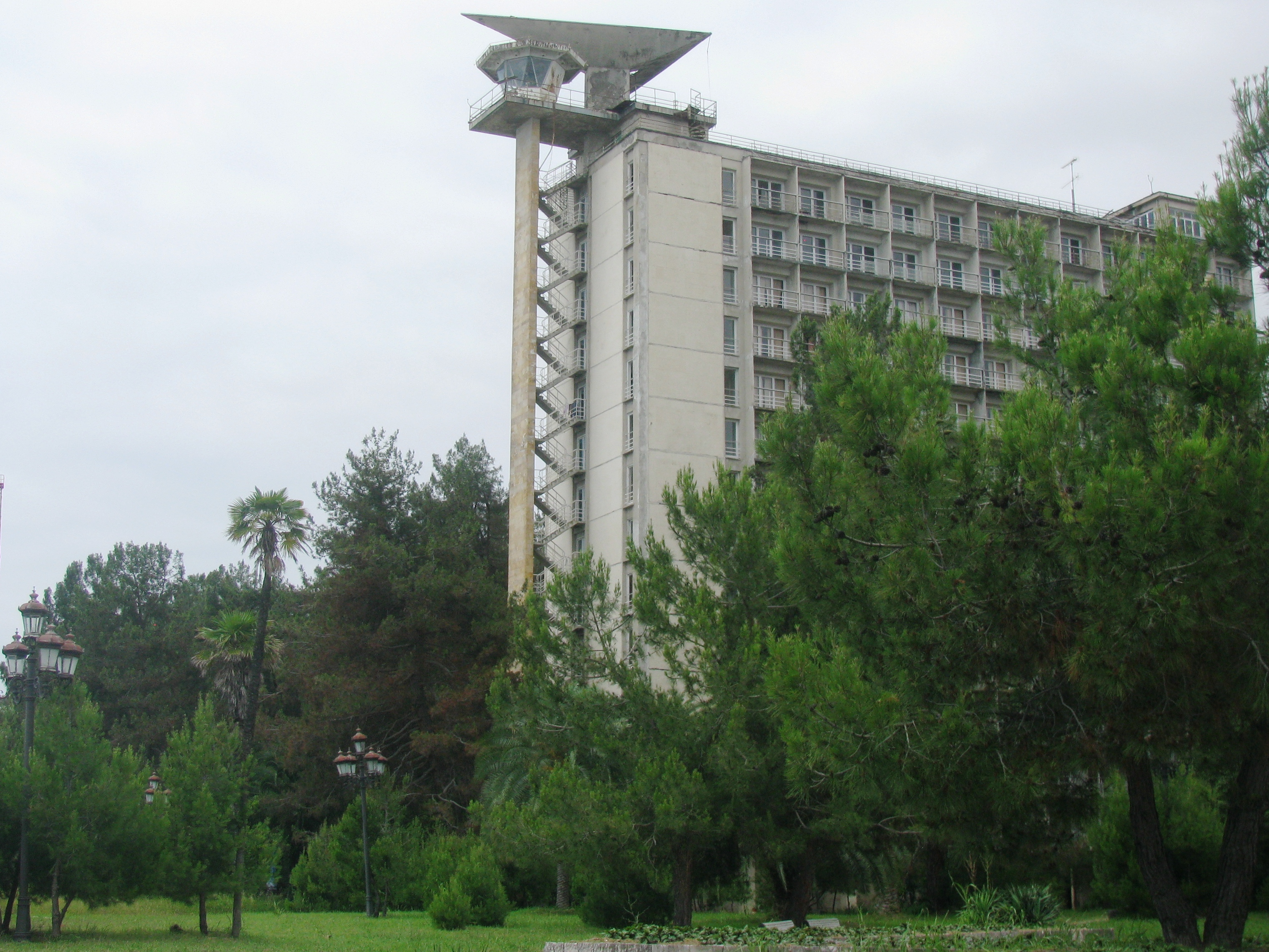
Hotel Maják (Маяк)
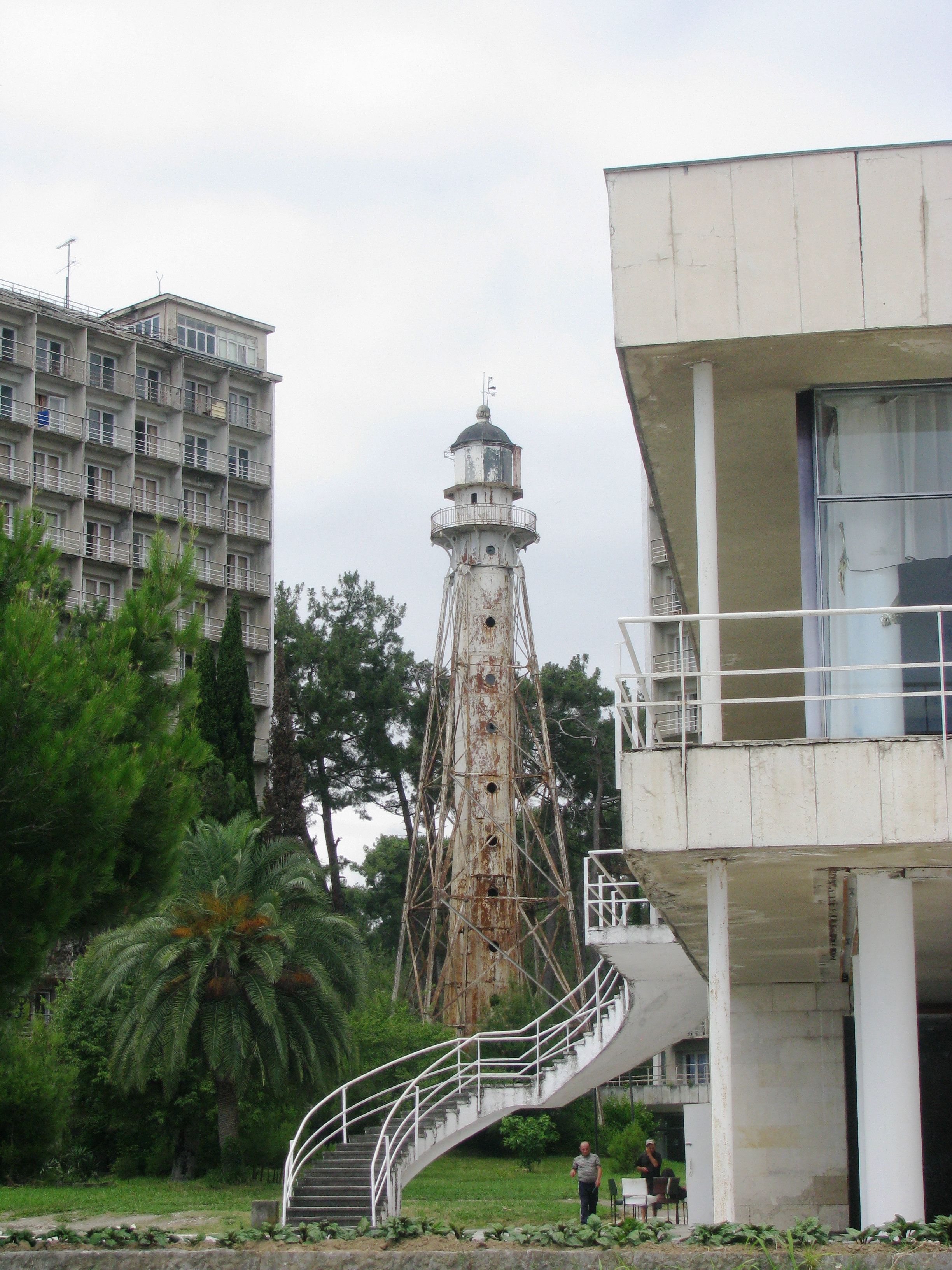
Picundský maják. Nalevo hotel Maják.
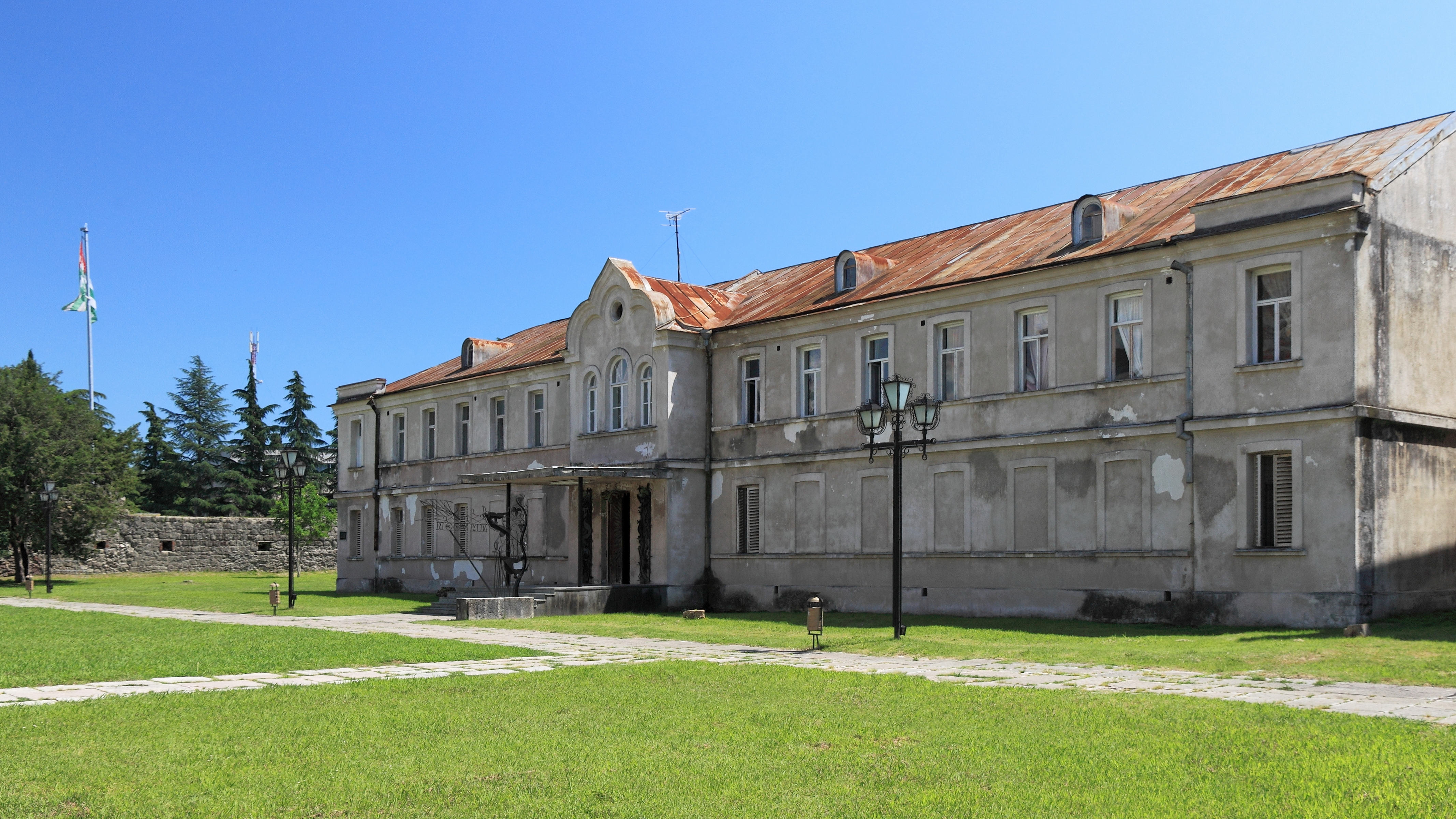
Budova regionálního muzea v Picundě (Краеведческий музей)
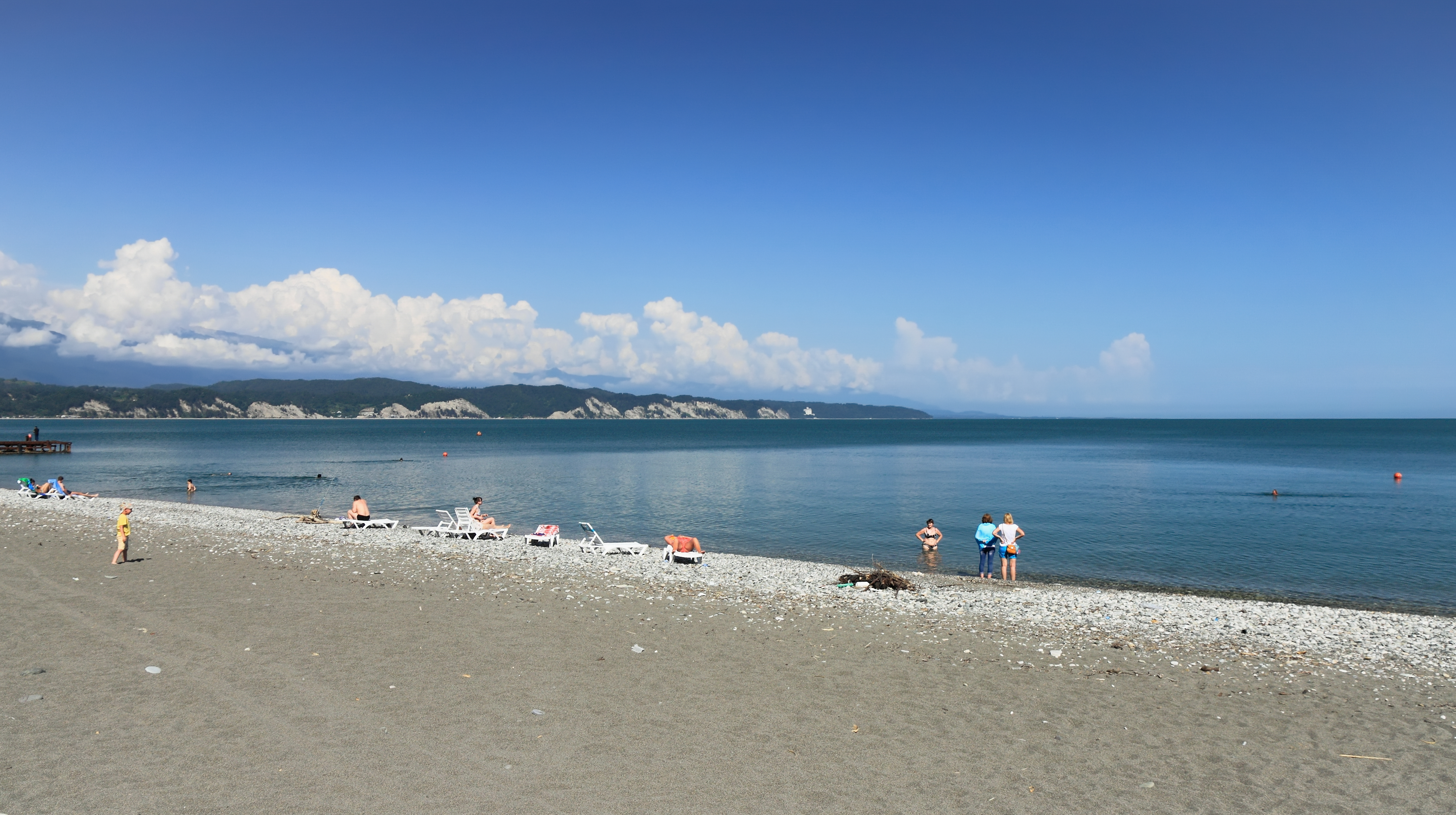
Pláž v Picundě
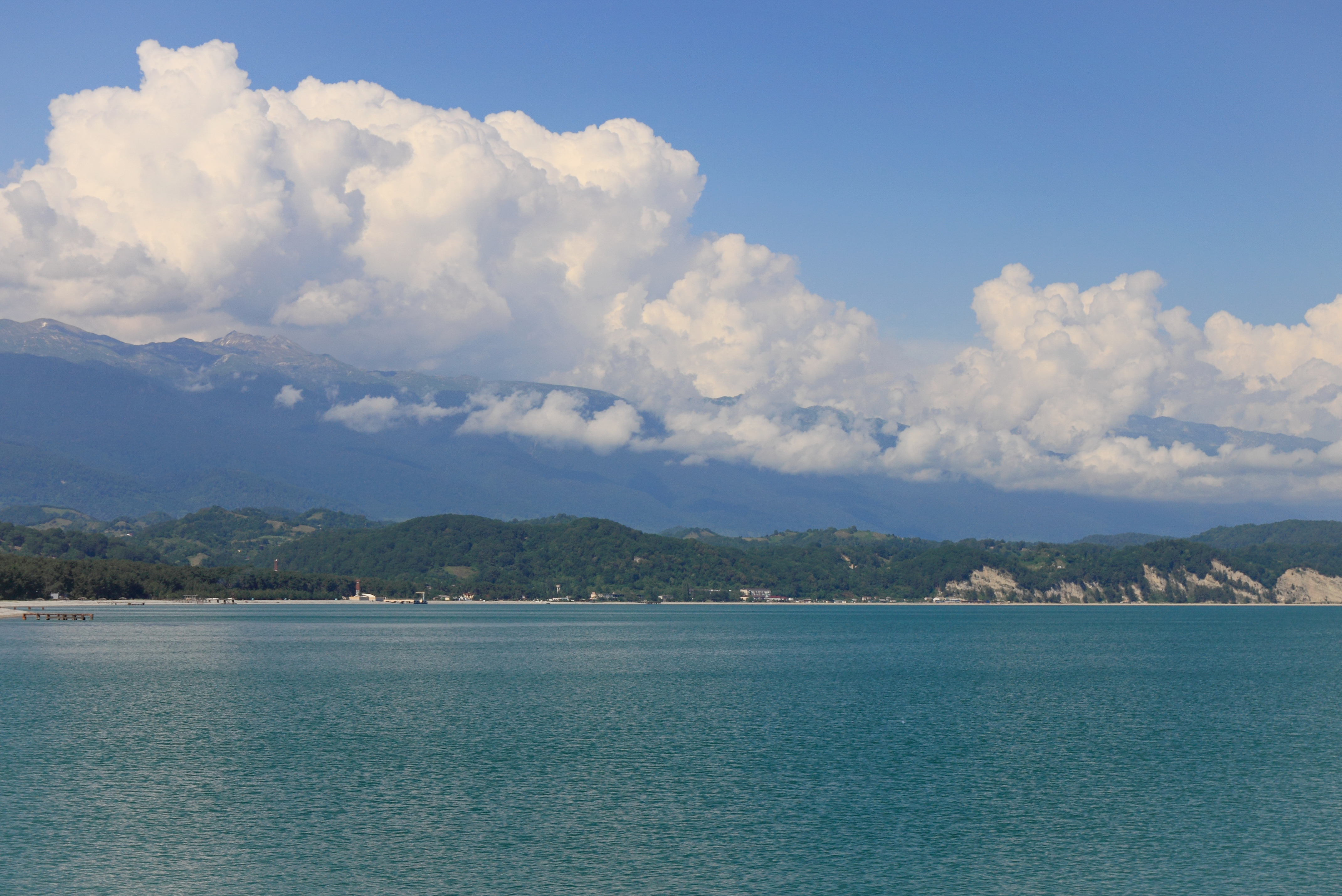
Pohled na pobřeží od Černého moře
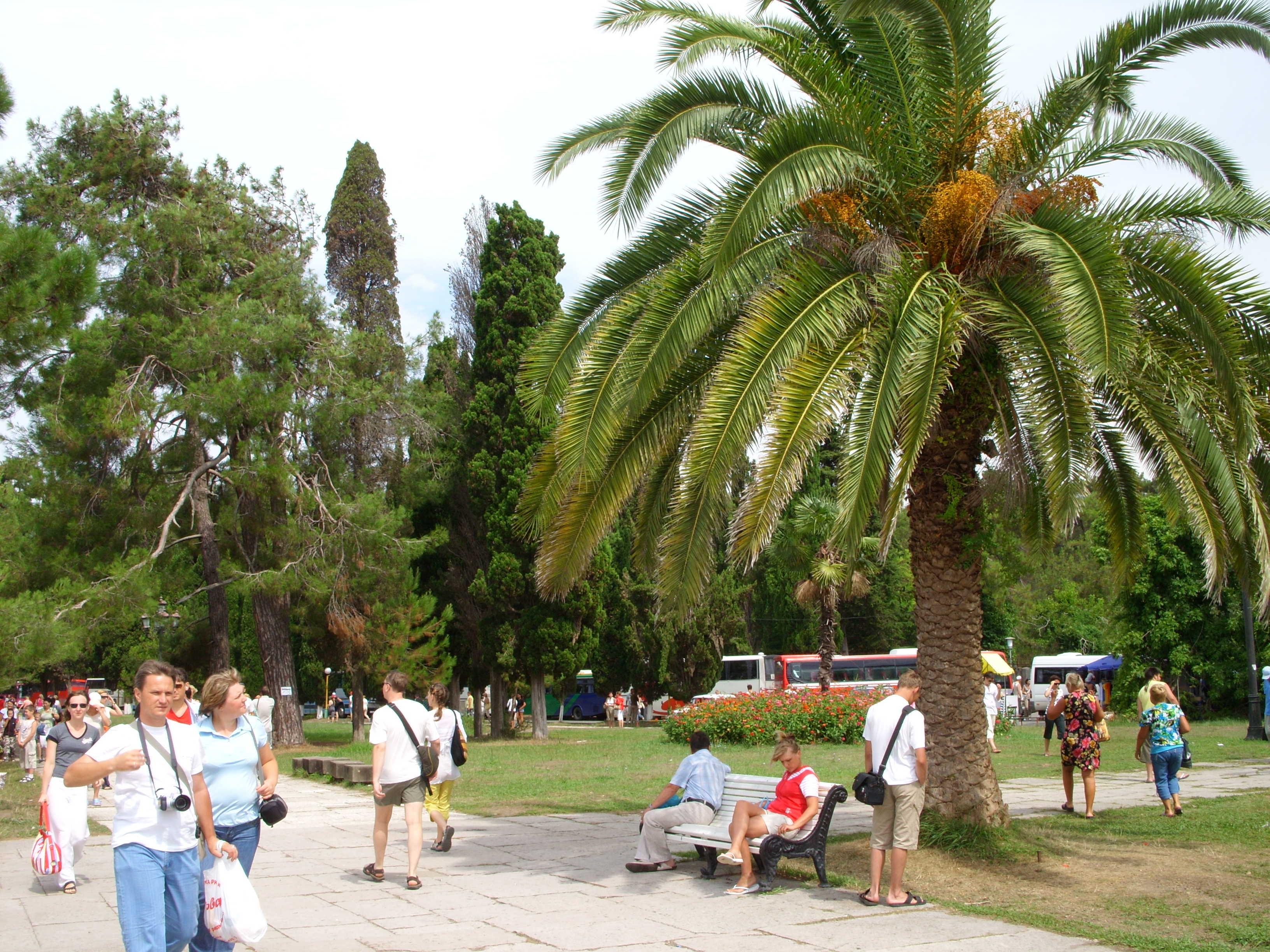
Turisté v Picundě
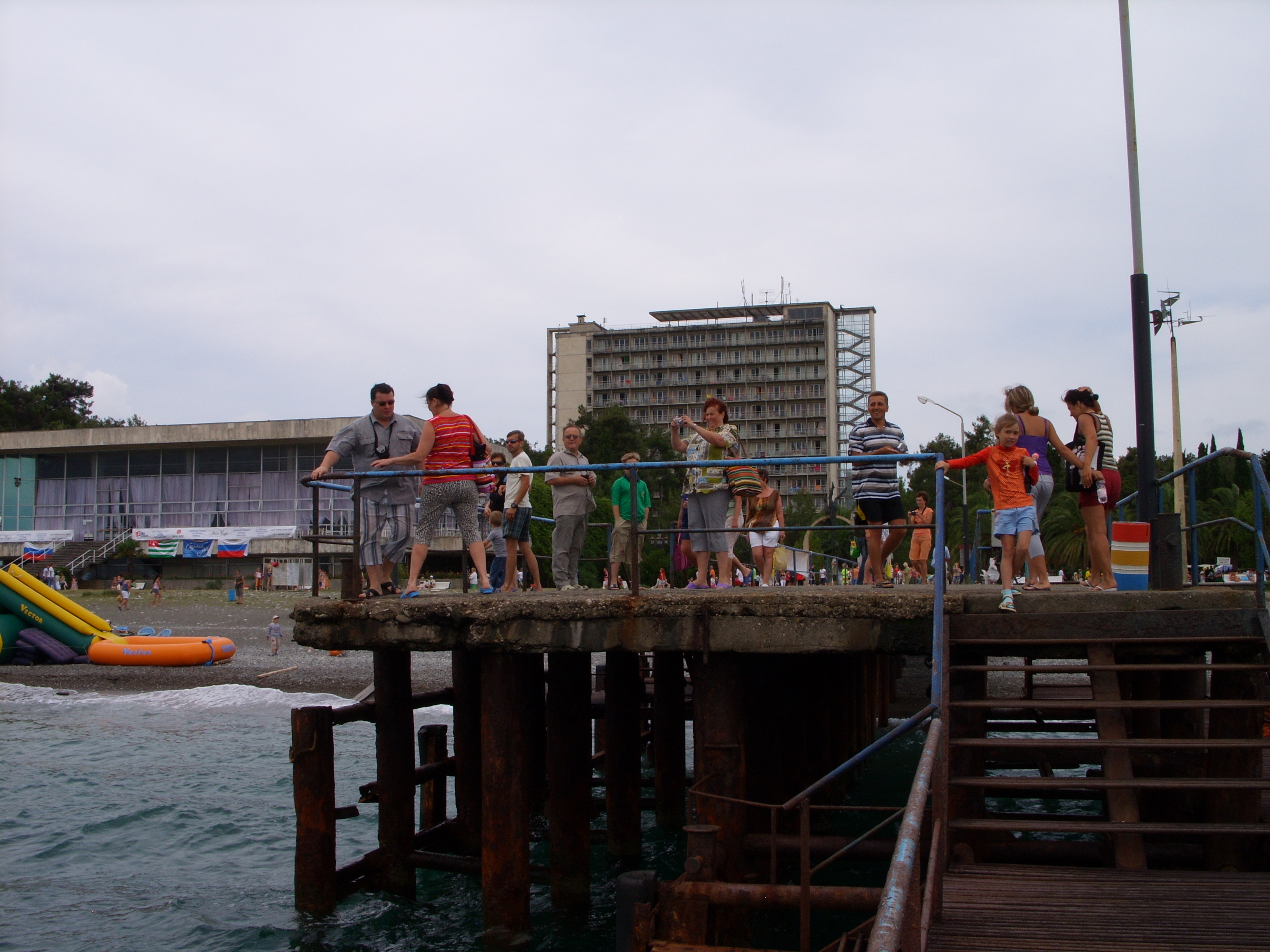
Turisté na přístavním molu v Picundě
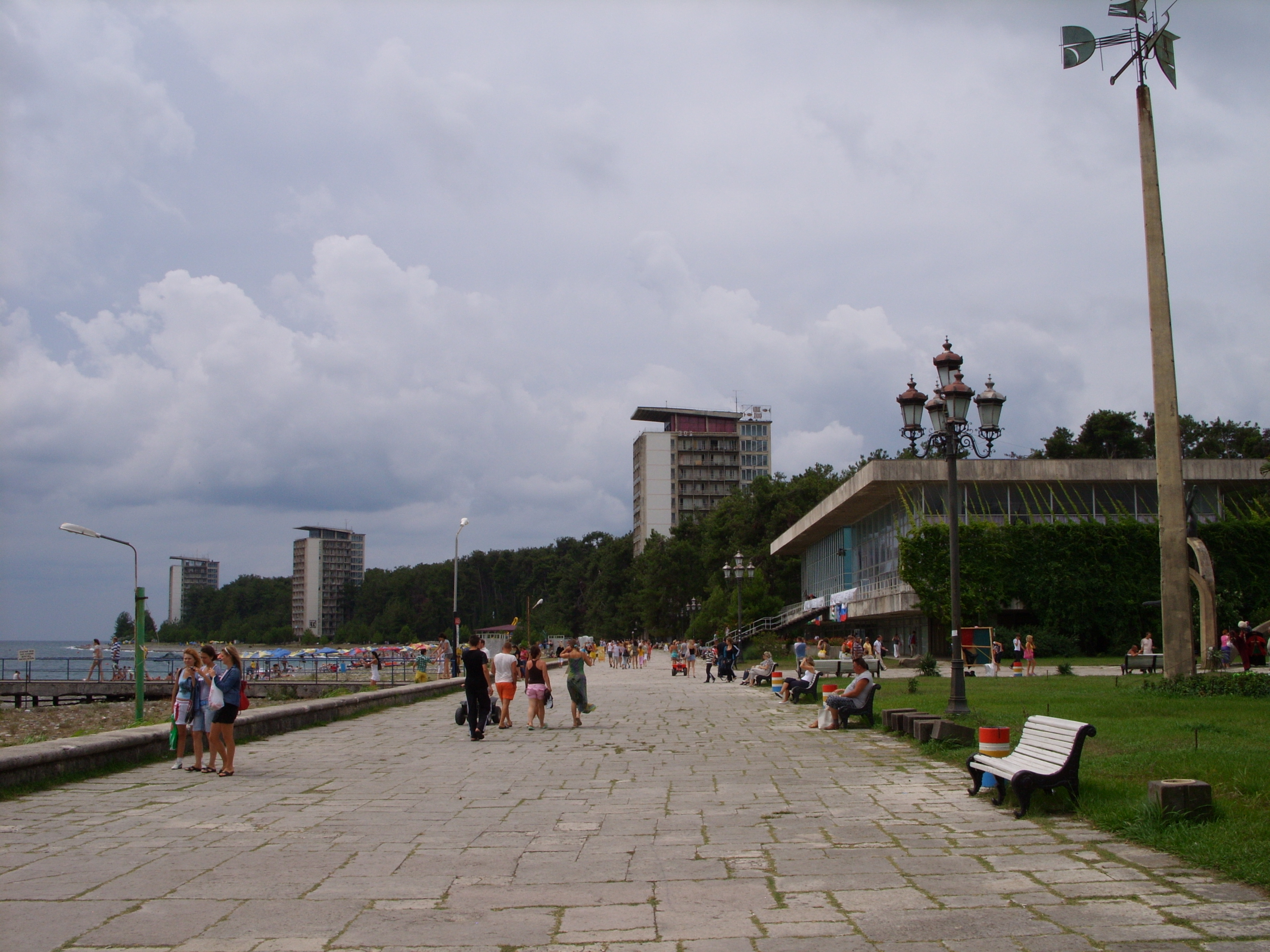
Komplex hotelů na pobřeží
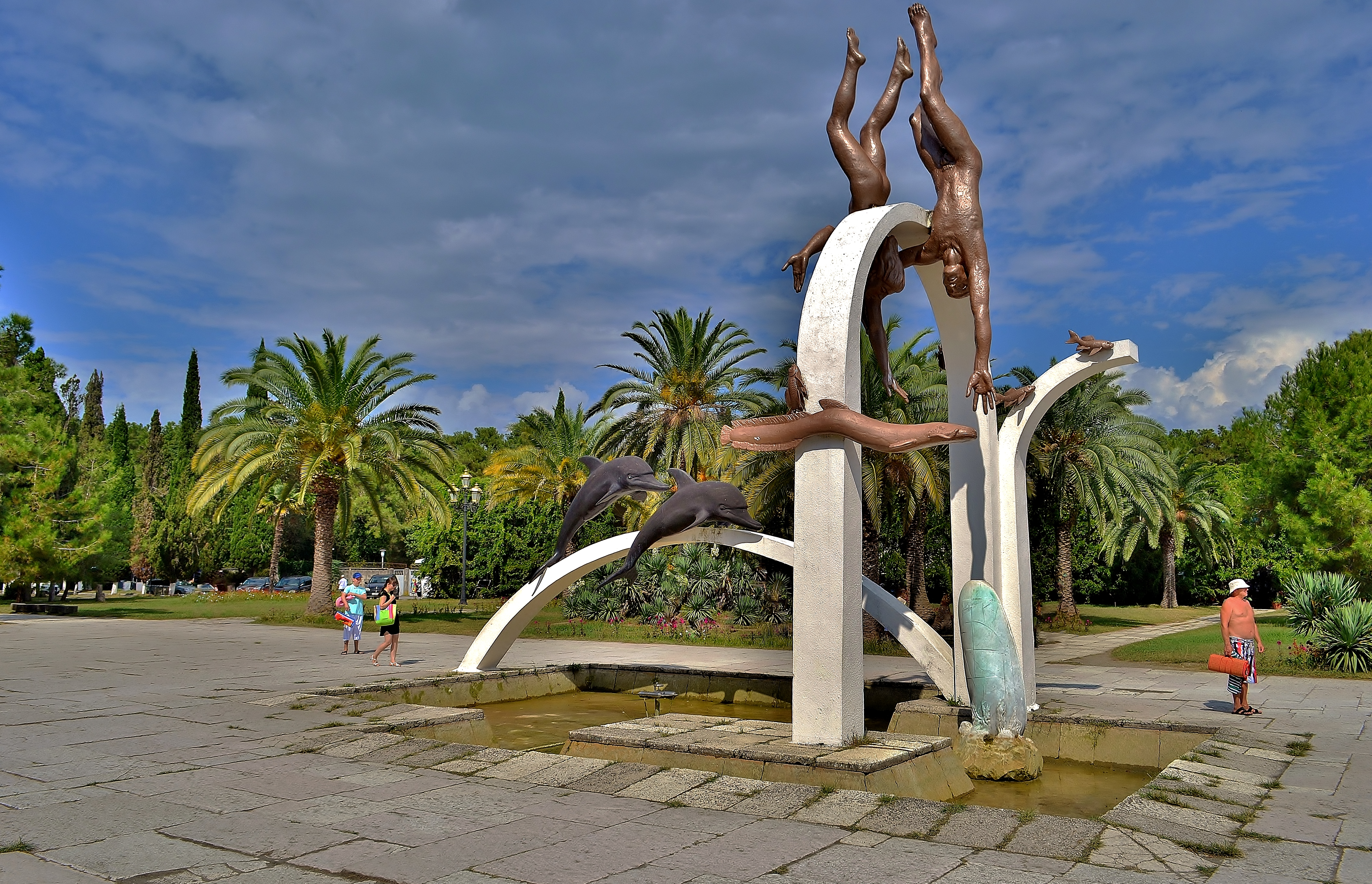
Sochařská kompozice Moře (Море) z roku 1969